# Nepříčetná
Nepříčetná (v anglickém originále Unsane) je americký filmový psychologický thriller z roku 2018, který režíroval Steven Soderbergh a napsali Jonathan Bernstein a James Greer. Ve filmu hrají Claire Foy, Joshua Leonard, Jay Pharoah, Juno Temple, Aimee Mullins a Amy Irving. Matt Damon se objevil v malé roli detektiva. Film sleduje ženu zavřenou do psychiatrické léčebny poté, co ji pronásleduje stalker. Celý film byl natočen na iPhone 7 Plus.
Film měl světovou premiéru na Mezinárodním filmovém festivalu v Berlíně 21. února 2018 a do kin byl ve Spojených státech uveden 23. března 2018 Soderberghovou produkční společností Fingerprint Releasing a Bleecker Street. Film byl komerčně úspěšný a při rozpočtu 1,5 milionu dolarů utržil přes 14 milionů dolarů. Od kritiků získal vesměs pozitivní recenze, které chválily především herecké výkony, režii, kameru a estetickou kvalitu snímku.

## Děj
Sawyer Valentiniová se přestěhuje z Bostonu, aby unikla stalkerovi. Po vypjatém stresovém zážitku vyhledá pomoc v psychiatrickém zařízení Highland Creek, kde neúmyslně podepíše souhlas s dobrovolnou hospitalizací. Policie jí nepomůže, a když se chová agresivně, pobyt se jí prodlouží o sedm dní. Pacient Nate jí prozradí, že zařízení zneužívá pojištění – drží pacienty, dokud jim pojišťovna platí.
Sawyer zjistí, že její pronásledovatel David pracuje v zařízení jako ošetřovatel pod falešným jménem. David jí podá drogy, aby působila nepříčetně, a později zabije její matku, která se jí snaží pomoci. Také zavraždí Natea, protože se k Sawyer přiblížil. David předstírá, že Sawyer byla propuštěna, a unese ji do lesní chaty.
Sawyer ho lstí přiměje přivést jinou pacientku Violet, kterou David omylem zabije poté, co ho Sawyer bodne. Pak ji znovu unese, ale ona uteče, a po dramatickém pronásledování ho zabije. Policie mezitím zařízení uzavře – Nate byl totiž investigativní novinář.
O půl roku později Sawyer v restauraci zahlédne někoho, koho považuje za Davida. Přistoupí s nožem, ale když zjistí, že jde o cizince, v panice uteče – trauma ji stále pronásleduje.